# Stephanie Roche
Stephanie Roche (geboren 13 juni 1989) is een Ierse voetbalster die als aanvalster speelt.
Roche begon met voetballen op straat in Shankill, Dublin, met de jongens uit de buurt. Na een korte periode bij Valeview FC, gekortwiekt door regels over gemengd voetballen, ging zij voor Cabinteely Girls spelen. Later ging zij spelen voor Stella Marris.
Roche ontving een studiebeurs van de FAI om te kunnen studeren aan Sallynoggin College. In april 2009 maakte zij deel uit van de selectie van de Women's Soccer Colleges Association of Ireland voor twee vriendschappelijke wedstrijden tegen Schotland.

## Club carrière
In juni 2007 ging Roche spelen voor Dundalk City. Bij haar debuut tegen Waterford Benfica scoorde zij gelijk tweemaal. Na haar vertrek naar Raheny United in 2009, speelde Roche op proef bij de Doncaster Rovers Belles in de FA Women's Super League maar kreeg daar geen contract.
In augustus 2011 verloor Roche met Peamount United in de voorronden van de UEFA Women's Champions League 2011/12 van Rayo Vallecano. Zij behaalde dat seizoen wel het nationaal kampioenschap in de Ierse Vrouwen League, de Gouden Schoen voor haar 26 doelpunten en de Dubbel.
In oktober 2013 scoorde Roche een bijzonder fraai doelpunt in de wedstrijd van Peamount tegen Wexford Youths. Een clip van dit doelpunt, gemaakt door Besarta Ajeti in opdracht van Wexford Youths manager John Flood, werd een enorme hit op YouTube en bracht Roche internationale attentie. In 2014 werd het doelpunt opgenomen in de kandidatenlijst voor de FIFA Ferenc Puskás Award 2013/14. Na een eerste stemronde bereikte het doelpunt van Roche de laatste drie, samen met doelpunten van James Rodriguez en Robin van Persie. Zij is daarbij de zesde speelster die genomineerd is maar de eerste die de finaleronde haalt. Tijdens de prijsceremonie bleek dat Roche 33% van de stemmen behaald had tegen 42% voor James Rodriguez en 11% voor Robin van Persie. Zij moest daardoor genoegen nemen met de tweede plaats.
In juni 2014 tekende Roche een contract met het Franse Division 1 Féminine-team ASPTT Albi. In 2015 speelde ze eerst in de Verenigde Staten voor Houston Dash en na de zomer in Engeland voor Sunderland Ladies.

## Internationale carrière
Roche vertegenwoordigde Ierland U19-niveau in tien wedstrijden waarin zij vijfmaal scoorde.
Roche internationale debuut als senior vond plaats tijdens een play-off wedstrijd tegen IJsland in de kwalificaties voor de Europees kampioenschap voetbal vrouwen 2009. In deze wedstrijd, gespeeld in oktober 2008 in Laugardalsvöllur, viel zij vijf minuten voor tijd in.

## Persoonlijk
Roche heeft een langdurige relatie met Bray Wanderers middenvelder Dean Zambra.